# Protagrotis
Protagrotis is een geslacht van vlinders van de familie uilen (Noctuidae), uit de onderfamilie Hadeninae.

## Soorten
- P. extensa Smith, 1905
- P. niveivenosa Grote, 1879
- P. obscura Barnes & McDunnough, 1911